# Комишловка
Комишло́вка (рос. Камышловка) — присілок у складі Тяжинського округу Кемеровської області, Росія.

## Населення
Населення — 49 осіб (2010; 84 у 2002).
Національний склад (станом на 2002 рік):
- росіяни — 99 %